# Departamento de La Victoria
El Departamento de La Victoria es una antigua división territorial de Chile, que pertenecía a la Provincia de Santiago. La cabecera del departamento fue San Bernardo. Fue creado el 3 de diciembre de 1834 sobre la división del antiguo Partido de Santiago. Su nombre fue puesto en honor a La Victoria de Maipú. Posteriormente fue suprimido con el DFL 8582 del 30 de diciembre de 1927, incorporándose al nuevo Departamento de Santiago.

## Límites
El Departamento de La Victoria limitaba:
- al norte con el Departamento de Santiago.
- al oeste con el Departamento de Melipilla.
- al sur con el Departamento de Rancagua y desde 1883, Departamento de Maipo y Departamento de Melipilla
- Al este con la Cordillera de Los Andes

## Administración
La Ilustre Municipalidad de san Bernardo se encargaba de la administración local del departamento y estaba San Bernardo. Acá se encontraba la Gobernación Departamental de La Victoria.
Con el Decreto de Creación de Municipalidades del 22 de diciembre de 1891, se crean las siguientes municipalidades con sus sedes y cuyos territorios son las subdelegaciones detalladas a continuación:
| Municipalidad Sede | Subdelegaciones                |
| ------------------ | ------------------------------ |
| San Bernardo       | 1.ª, San Bernardo              |
| San Bernardo       | 9.ª, Tres Acequias             |
| San Bernardo       | 10.ª, Cerro Negro              |
| San Bernardo       | 11.ª, Bajos de Mena            |
| San Bernardo       | 12.ª, Puente Nuevo de Pirque   |
| Peñaflor           | 2.ª, Santa Cruz de La Victoria |
| Peñaflor           | 3.ª, La Esperanza              |
| Peñaflor           | 4.ª, Peñaflor                  |
| Talagante          | 5.ª, Talagante                 |
| Talagante          | 6.ª, Isla Grande               |
| Calera de Tango    | 7.ª, Calera                    |
| Calera de Tango    | 8.ª, Tango                     |
| San José de Maipo  | 13.ª, Canal de Maipo           |
| San José de Maipo  | 14.ª, San José                 |
| Lo Cañas           | 15.ª, Lo Cañas                 |
| Lo Cañas           | 16.ª, El Peral                 |
| Lo Cañas           | 17.ª, Granja                   |
| Lo Cañas           | 18.ª, Camino de Santiago       |

Luego, en el Departamento de la Victoria, fueron creadas la Municipalidades de Puente Alto y La Granja por Ley el 18 de noviembre de 1892 y promulgada en el Diario Oficial N.º 4376 de 1892, suprimiéndose la Municipalidad de Lo Cañas, cuyo territorio se divide entre ambas.
Así, las nuevas municipalidades formadas a partir de la Municipalidad de Lo Cañas, y la Municipalidad de San Bernardo es:
| Municipalidad Sede               | Subdelegaciones              |
| -------------------------------- | ---------------------------- |
| San Bernardo (1892) San Bernardo | 1.ª, San Bernardo            |
| San Bernardo (1892) San Bernardo | 9.ª, Tres Acequias           |
| San Bernardo (1892) San Bernardo | 10.ª, Cerro Negro            |
| San Bernardo (1892) San Bernardo | 11.ª, Bajos de Mena          |
| Puente Alto (1892) Puente Alto   | 12.ª, Puente Nuevo de Pirque |
| Puente Alto (1892) Puente Alto   | 15.ª, Lo Cañas               |
| Puente Alto (1892) Puente Alto   | 16.ª, El Peral               |
| La Granja (1892) La Granja       | 17.ª, Granja                 |
| La Granja (1892) La Granja       | 18.ª, Camino de Santiago     |

Con el Decreto del 28 de noviembre de 1899, se crea la Municipalidad de La Florida con la división de la Municipalidad de Puente Alto. Después se crea la comuna de Santa Cruz de La Victoria.
Con el Decreto Supremo 2782 del 30 de mayo de 1925 se crea la Municipalidad de Cisterna con la división de la Municipalidad de La Granja.
Así, las Municipalidades quedaron de la siguiente forma:
| Municipalidad Sede               | Subdelegaciones              |
| -------------------------------- | ---------------------------- |
| San Bernardo (1892) San Bernardo | 1.ª, San Bernardo            |
| San Bernardo (1892) San Bernardo | 9.ª, Tres Acequias           |
| San Bernardo (1892) San Bernardo | 10.ª, Cerro Negro            |
| San Bernardo (1892) San Bernardo | 11.ª, Bajos de Mena          |
| Peñaflor                         | 2.ª, Santa Cruz              |
| Peñaflor                         | 3.ª, La Esperanza            |
| Peñaflor                         | 4.ª, Peñaflor                |
| Peñaflor                         | 19.ª, Malloco                |
| Talagante                        | 5.ª, Talagante               |
| Talagante                        | 6.ª, Isla Grande             |
| Calera de Tango                  | 7.ª, Calera de Tango         |
| Calera de Tango                  | 8.ª, Tango                   |
| San José de Maipo                | 13.ª, Canal de Maipo         |
| San José de Maipo                | 14.ª, San José de Maipo      |
| La Florida (1899) La Florida     | 15.ª, Lo Cañas               |
| Puente Alto (1899) Puente Alto   | 12.ª, Puente Nuevo de Pirque |
| Puente Alto (1899) Puente Alto   | 16.ª, El Peral               |
| La Granja (1925) La Granja       | 17.ª, La Granja              |
| Cisterna (1925) Cisterna         | 18.ª, Camino de Santiago     |

Con el DFL 8582, se suprime el Departamento de La Victoria, que pasa a integrar el nuevo Departamento de Santiago.
Con el DFL 8583, se suprime la Municipalidad de La Granja, que pasa integrar la nueva Comuna-Subdelegación de Cisterna. A su vez, se suprime la Municipalidad de La Florida que pasa a integrar la nueva Comuna-Subdelegación de Ñuñoa.

## Subdelegaciones
Las subdelegaciones fijadas de acuerdo al decreto del 23 de agosto de 1875, son:
- 1a, San Bernardo
- 2a, Santa Cruz (Santa Cruz de La Victoria)
- 3a, La Esperanza (Esperanza)
- 4a, Peñaflor
- 5a, Talagante
- 6a, Isla Grande
- 7a, Calera (Calera de Tango)
- 8a, Tango
- 9a, Tres Acequias
- 10a, Cerro Negro
- 11a, Bajos de Mena
- 12a, Puente Nuevo de Pirque
- 13a, Canal de Maipo
- 14a, San José
- 15a, Lo Cañas
- 16a, Peral
- 17a, Granja (La Granja)
- 18a, Camino de Santiago

Luego se creó:
- 19a, Malloco

Nota: Entre paréntesis nombres mencionados en el DFL8583. 